# 瀞川滝
瀞川滝（とろかわたき）は、氷ノ山山系にある矢田川水系の滝。

## 概要
氷ノ山山系瀞川山の瀞川渓谷にかかる滝。鉢伏山の周辺で起こった火山活動により流れ出した溶岩が冷え固まってできた安山岩でできている。高い崖から落下する滝は二段からなり、落差は約50mとも60mとも言われる。滝壺の右奥には不動明王が建っており、これが別名「瀞川不動滝」の由来となっている。この滝とその下流にある双身の滝を含む瀞川渓谷は日本の秘境百選に選ばれている。

## 登山史
2024年7月8日　三人の登山家が初登攀に成功した。

## アクセス
滝までは遊歩道入口から片道40分、往復1時間。